# 12 X 5
12 X 5 er det andet amerikanske album fra The Rolling Stones, der blev udgivet i 1964. Det fulgte efter det meget succesfulde debutalbum  The Rolling Stones  fra England, og det lovende salg i Amerika stadfæstede  England’s Newest Hit Makers (The Rolling Stones).  
Ikke overraskende fulgte 12 X 5 derfor i sin forgængers fodspor ved hovedsagelig at bestå at  R’n’B covers, men der var dog tre sange fra det stadig voksende sangskriverpar Mick Jagger / Keith Richards. Derud over var der også to sange under pseudonymet Nanker Phelge som bandet også skrev under. 
Efter nogle indspilninger i Chicago i juni 1964 havde The Rolling Stones pladeselskab Decca Records udgivet fem sange på en EP. På grund af at EP ikke var så økonomisk givende i USA besluttede London Records – deres amerikanske pladeselskab på det tidspunkt – at lave en EP med 12 sange af fem forskellige musikere, derfra albummets navn. Decca brugte det samme cover (uden teksten) til The Rolling Stones andet engelske album The Rolling Stones No. 2, der blev udgivet i begyndelsen af 1965.
12 X 5 viste sig at sælge hurtigere end England’s Newest Hit Makers, og fik en tredje plads og solgte guld meget snart.      

## Spor
1. "Around and Around" (Chuck Berry) – 3:03
2. "Confessin' the Blues" (Jay McShann/Walter Brown) – 2:47
3. "Empty Heart" (Nanker Phelge) – 2:37
4. "Time Is on My Side" (Norman Meade) – 2:53 
  -  Denne version at sangen starter med en guitar intro.
5. "Good Times, Bad Times" (Mick Jagger/Keith Richards) – 2:30
6. "It's All Over Now" (Bobby Womack/Shirley Jean Womack) – 3:26
7. "2120 South Michigan Avenue" (Nanker Phelge) – 3:38 
  -  Dette er den fulde længde af sange, før kun hørt på pirat sender.
8. "Under the Boardwalk" (Arthur Resnick/Kenny Young) – 2:46
9. "Congratulations" (Mick Jagger/Keith Richards) – 2:29
10. "Grown Up Wrong" (Mick Jagger/Keith Richards) – 2:05
11. "If You Need Me" (Robert Bateman/Wilson Pickett) – 2:04
12. "Susie Q" (Eleanor Broadwater/Stan Lewis/Dale Hawkins) – 1:50

## Musikere
- Mick Jagger – Sang, Tambourine, Kor, Mundharmonika, Perkussion
- Keith Richards – Kor, Elektriske Guitar, Guitar, Akustisk Guitar
- Brian Jones – Mundharmonika, Guitar, Elektriske Guitar, Kor, Akustisk Guitar, Slide Guitar, Orgel, Perkussion
- Charlie Watts – Trommer
- Bill Wyman – Bass, Kor
- Ian Stewart – Orgel, Klaver